# فراری ۲۹۶
فراری ۲۹۶ جی‌تی‌بی (به انگلیسی: Ferrari 296 GTB) (نوع F171) یک خودروی اسپورت اتصال برقی دوگانه‌سوز است که توسط شرکت خودروسازی ایتالیایی فراری طراحی و ساخته شده‌است که قرار است در سال ۲۰۲۲ عرضه شود. این خودرو در ۲۵ ژوئن ۲۰۲۱ رونمایی شد.